# 长宁街道 (西昌市)
长宁街道，是中华人民共和国四川省凉山彝族自治州西昌市曾经下辖的一个街道。2019年12月，撤销长宁街道，将原长宁街道所属行政区域划归长安街道管辖。

## 行政区划
长宁街道下辖以下地区：
长宁路南社区和长宁路北社区。